# Club Deportivo Tháder
El Club Deportivo Thader es un club de fútbol de España, de la ciudad de Rojales (Alicante). Fue fundado en 1923 y juega en la Lliga Comunitat. El equipo disputa sus partidos como local en el Estadio Municipal Moi Gómez de Rojales, con capacidad para 1.500 espectadores. Sus colores son el azul y el blanco, y su escudo representa el puente del pueblo, llamado Puente de Carlos III, al construirse bajo el reinado de dicho monarca. CD Thader cuenta con una importante cantera de jugadores, como por ejemplo: Moi Gómez y el neerlandés Xavi Simons, y un equipo filial que compite en la categoría regional. Además, el club tiene una destacada labor social en la zona, promoviendo el deporte y la integración de los jóvenes a través del fútbol.

## Historia
La última vez que el CD Thader había logrado ascender a Tercera División fue en la campaña 1955-1956.
En la temporada 2006/07 el club terminó en segunda posición la fase liguera, dándole el acceso a los play-offs. Estos consistían en dos eliminatorias a doble partido, las cuales el Thader las resolvió de una manera clara, sobre todo en la última y decisiva eliminatoria, en la cual la ida frente al Torrellano la ganó a domicilio por 0-1 y la vuelta por un contundente 4-2. Después de 53 años, el equipo volvió a jugar en la Tercera División.

## Uniforme
- Uniforme titular: Camiseta blanquiazul a franjas verticales, pantalón negro y medias azules.
- Uniforme alternativo: Camiseta amarilla, pantalón azul y medias amarillas.

## Trayectoria[5]
| Temporada                   | División                             | Puesto                    |
| Etapa Federación Murciana   | Etapa Federación Murciana            | Etapa Federación Murciana |
| --------------------------- | ------------------------------------ | ------------------------- |
| 1972/73                     | Segunda Regional Murciana (Grupo II) | 10.º                      |
| 1973/74                     | Segunda Regional Murciana (Grupo II) | 5.º                       |
| 1974/75                     | Primera Regional Murciana (Grupo II) | 11.º                      |
| 1975/76                     | Primera Regional Murciana (Grupo II) | 14.º                      |
| 1976/77                     | Segunda Regional Murciana (Grupo II) | 10.º                      |
| 1977/78                     | Segunda Regional Murciana (Grupo IV) | 6.º                       |
| 1978/79                     | Segunda Regional Murciana (Grupo IV) | 8.º                       |
| 1979/80                     | Segunda Regional Murciana (Grupo IV) | 5.º                       |
| 1980/81                     | Primera Regional Murciana            | 8.º                       |
| 1981/82                     | Primera Regional Murciana            | 12.º                      |
| 1982/83                     | Primera Regional Murciana            | 14.º                      |
| 1983/84                     | Primera Regional Murciana            | 16.º                      |
| 1984/85                     | Primera Regional Murciana            | 11.º                      |
| 1985/86                     | Primera Regional Murciana            | 3.º                       |
| 1986/87                     | Primera Regional Murciana            | 3.º                       |
| Etapa Federación Valenciana |                                      |                           |
| 1987/88                     | Regional Preferente (Grupo Sur)      | 11.º                      |
| 1988/89                     | Regional Preferente (Grupo Sur)      | 15.º                      |
| 1989/90                     | Regional Preferente (Grupo Sur)      | 15.º                      |
| 1990/91                     | Regional Preferente (Grupo Sur)      | 15.º                      |
| 1991/92                     | Regional Preferente (Grupo Sur)      | 14.º                      |
| 1992/93                     | Primera Regional (Grupo V)           | 5.º                       |
| 1993/94                     | Primera Regional (Grupo V)           | 6.º                       |

| Temporada | División                       | Puesto |
| --------- | ------------------------------ | ------ |
| 1994/95   | Primera Regional (Grupo V)     | 15.º   |
| 1995/96   | Primera Regional (Grupo V)     | 7.º    |
| 1996/97   | Primera Regional (Grupo V)     | 15.º   |
| 1997/98   | Primera Regional (Grupo VII)   | 13.º   |
| 1998/99   | Primera Regional (Grupo VII)   | 10.º   |
| 1999/00   | Primera Regional (Grupo VII)   | 14.º   |
| 2000/01   | Segunda Regional (Grupo XI)    | 5.º    |
| 2001/02   | Segunda Regional (Grupo XI)    | 14.º   |
| 2002/03   | Segunda Regional (Grupo XII)   | 4.º    |
| 2003/04   | Segunda Regional (Grupo XII)   | ?º     |
| 2004/05   | Primera Regional (Grupo VII)   | 1.º    |
| 2005/06   | Regional Preferente (Grupo IV) | 5.º    |
| 2006/07   | Regional Preferente (Grupo IV) | 2.º    |
| 2007/08   | 3.ª División (Grupo VI)        | 18.º   |
| 2008/09   | Regional Preferente (Grupo IV) | 13.º   |
| 2009/10   | Regional Preferente (Grupo IV) | 4.º    |
| 2010/11   | Regional Preferente (Grupo IV) | 8.º    |
| 2011/12   | Regional Preferente (Grupo IV) | 9.º    |
| 2012/13   | Regional Preferente (Grupo IV) | 10.º   |

| Temporada | División                       | Puesto |
| --------- | ------------------------------ | ------ |
| 2013/14   | Regional Preferente (Grupo IV) | 10.º   |
| 2014/15   | Regional Preferente (Grupo IV) | 14.º   |
| 2015/16   | Regional Preferente (Grupo IV) | 13.º   |
| 2016/17   | Regional Preferente (Grupo IV) | 3.º    |
| 2017/18   | Regional Preferente (Grupo IV) | 8.º    |
| 2018/19   | Regional Preferente (Grupo IV) | 7.º    |
| 2019/20   | Regional Preferente (Grupo IV) | 15.º   |
| 2020/21   | Regional Preferente (Grupo VI) | 8.º    |
| 2021/22   | Regional Preferente (Grupo V)  | 3.º    |
| 2022/23   | Regional Preferente (Grupo V)  | 9.º    |

## Jugadores

### Plantilla 2020/21
Actualizado a 10 de marzo de 2021

## Entrenadores

### Cuerpo técnico 2020/21
Actualizado a 10 de marzo de 2021
- Entrenador: Raúl Mora
- Segundo Entrenador: Adrián Pastor
- Preparador físico: Miguel Sánchez
- Preparador físico: Iván Martínez
- Delegado de equipo: Javier Mascaros
- Entrenador de porteros: Francisco Parra
- Fisio: Sergio Cortes
- Utilleros: Lisi y Pancho

### Cronología de los entrenadores
- Anselmo Serrano Carmona (2005/07; 2007/08)
- José María García Payá (2007)
- Alberto Tornero (2009-2011)
- Anselmo Serrano Carmona (2011-2012)
- Alberto Tornero (2012-2013)
- Charles Mulero (2013-2014)
- Almagro (2014-2015)
- Miguel Sánchez (2015-2016)
- José Francisco Reina Rico (2016-2019)
- Jon Ortega (2019)
- José Manuel Ruiz (2020)
- Raúl Mora (2020-2023)
- Adrián Pastor (2023- )